# Maarten van der Weijden
Maarten van der Weijden är en nederländsk simmare. Han simmar långdistans och vann OS-guld i 10 km öppet vatten år 2008, första gången grenen fanns i OS.